# 南山舎
南山舎株式会社（なんざんしゃ）は、沖縄県石垣市に本社を置く出版社である。日本最南端の出版社とされる。

## 概要・特徴
地元の潮汐、月齢表、旧暦などを掲載した『八重山手帳』の発行を機に1987年に設立された。1992年5月から八重山諸島の地域住民向けのタウン情報誌『月刊やいま』（創刊時は『情報やいま』）を発行している。また、「やいま文庫」シリーズや「八重山に立つ」シリーズをはじめとする地域の歴史等に関する単行本の発行や、自費出版の制作も行っている。
八重山諸島を訪れる観光客・旅行者向けの情報の刊行物にも力を入れており、1994年8月から旅行ガイドブック『やえやま GUIDE BOOK』、2004年12月からフリーペーパー『やえやまなび』を刊行している。
2016年にはこのような出版・文化活動の功績が認められ第38回琉球新報活動賞を受賞している。

## 八重山手帳
先駆性
沖縄県内で人気のある『沖縄手帳』よりも6年早く1988年版から発刊されている。
内容
旧暦、伝統行事などは、後発の『沖縄手帳』に共通するが、八重山歴史年表や詳細な地図が特徴。
大小2種類のバージョン
比較的読みやすいサイズの文字で家庭や会社に常備するたの大きいサイズ（シーシー版）とポケットなどに入れて携帯するための小さいサイズ（アンガマ版）の2種類がある。コンテンツは共通しているものが多いがシーシー判のほうがコンテンツが充実している 。
流通
石垣市内の書店やコンビニエンスストア、土産店で販売している他、八重山出身者などを対象に、オンライン書店を通じた販売もしている。

## 主な単行本
- 大田静男『八重山の戦争』（1996年） - 日本地名研究所風土研究賞[8]、沖縄タイムス出版文化賞正賞受賞[3]
- 松田良孝『八重山の台湾人』（2004年） - 沖縄タイムス出版文化賞正賞受賞[3]
- 前新透『竹富方言辞典』（2011年） - 第59回菊池寛賞、沖縄タイムス出版文化賞受賞[1]
- 安本千夏『島の手仕事 -八重山染織紀行-』（2015年） - 沖縄タイムス出版文化賞正賞[3]、第14回パピルス賞受賞[9]。
- 嵩西洋子『沖縄八重山発　南の島のハーブ』(2018年) - 沖縄タイムス出版文化賞正賞